# Nola (République centrafricaine)
Pour les articles homonymes, voir Nola.
Nola est une ville de République centrafricaine, chef-lieu de la préfecture de Sangha-Mbaéré et de l'une de ses trois sous-préfectures.

## Géographie

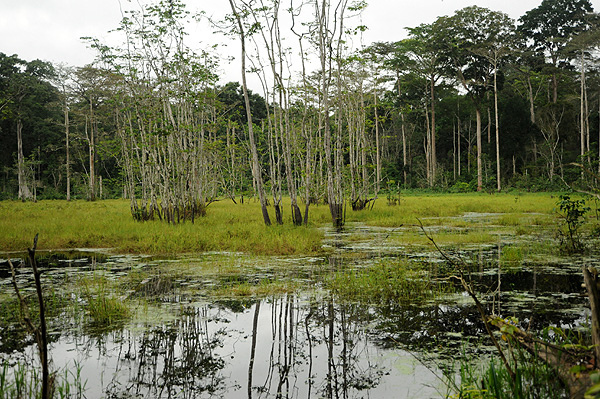
Lac dans la région du parc de Sangha.

Nola est située à 421 km au sud-ouest de Bangui, par la piste de Bambio-Boda-RN 6. Elle se trouve dans le sud-ouest du pays en zone de forêt tropicale à une centaine de kilomètres au Nord du Parc national Dzanga-Ndoki. La ville établie au confluent des rivières Kadéï et Mambéré, qui se réunissent pour former la rivière Sangha, est ainsi coupée en trois parties reliées par bac.
La commune de Nola est située au centre-nord de la préfecture de Sangha-Mbaéré.
| Basse-Kadéï | Basse-Mambéré |             |
| Bilolo      | Nola          | Mbaéré      |
|             | Salo          | Yobé-Sangha |

## Histoire
Le 20 avril 1891, le chef d'exploration au Gabon-Congo, Alfred Fourneau signe un traité avec Nola, chef des Ibembé des villages de Djembé. Le village de Djembé prend ensuite le nom de Nola.
Après la mission Fourneau, qui remonte le Congo puis, la Sangha en 1891, dans le but de couper la route aux colonisateurs allemands, Brazza fonde entre 1892 et 1894 une série de postes militaires français et une administration territoriale. Le poste de Nola est créé en 1893, ainsi que celui de Berberati, la même année. L'accord franco-allemand du 4 février 1894 reconnaît à la France la ligne des postes établis d'Ouesso à Koundé. En 1902, un poste détaché de la 5e compagnie basée à Carnot du 1er RTS (Régiment de Tirailleurs Sénégalais) s'installe à Nola.
- 4 novembre 1911, Nola est cédée au Kamerun allemand, ainsi que la région du Neukamerun.
- 18 octobre 1914, La France reprend le contrôle de Nola, réintégrée comme chef-lieu de la circonscription de la Kadeï-Sangha dans la colonie du Moyen-Congo. Après la réforme administrative de 1934, le poste est un chef-lieu de subdivision dans le département de la Sangha[6].

Le 30 septembre 1939, Nola est avec l'ensemble du département de Haute-Sangha, intégrée au territoire de l’Oubangui-Chari. En 1939, les Spiritains fondent une mission catholique à Nola.
- 16 octobre 1946, Création du District de Nola, partie de la circonscription de Haute-Sangha.
- 23 janvier 1961, Création de la Sous-préfecture de Nola dans la préfecture de Haute-Sangha en République centrafricaine[8].
- 1973, La préfecture de Haute-Sangha est divisée en deux, Nola devient le chef-lieu de la partie sud qui constitue la préfecture de Sangha-Économique.
- 1982, la préfecture de la Sangha-Économique prend le nom de Sangha-Mbaéré.

## Administration
Nola possède le triple statut de commune, chef-lieu de sous-préfecture et de préfecture de Sangha-Mbaéré. La sous-préfecture de Nola compte trois communes : Nola, Bilolo et Salo.

### Quartiers
La ville de Nola est constituée de 20 quartiers en zone urbaine : Alombe, Alombet, Bangoto, Bekari, Bonola, Dengba-Bangos, Efbaca, Mbeka, Metezoua, Moboma, Momori, Moussa, Namboui 1, Namboui 2, Ngamokombo, Poto-Poto, Sesam 2, Tanga, Zingui(1,2), Zo Kwe Zo.

### Villages
La commune de Nola compte 55 villages en zone rurale recensés en 2003 : Baloue, Bango1, Bango2, Baraka, Barondo, Belemboke1, Belemboke4, Belgebiago, Belibozo, Docka, Domalekounde, Gbaga, Gbangola, Gbia, Katapko, Kettebangui, Komassa, Koumba, Liboko, Loppo-Ndong, Loppopont, Mangoui, Mangoulo2(B), Mbanza1, Mbanza2, Mboussa, Mombounza, Mossipa, Nagati, Nalimo, Ndelengue2, Ndelengue3, Ndelengue4, Ngama, Ngoukou, Ngoulo, Ngoungourou, Niemele, Panzi, Sambo, Scieur, Sole, Soza, Towe, Verika, Wadda, Wanibilo, Watongo, Woddodobili, Wodo-Sikamba, Yamani, Yobepont, Zamanda, Zaoro, Zaoro-Guima. Le groupement SCED regroupe 8 villages.

## Éducation
La ville de Nola compte 4 écoles publiques: Préfectorale mixte 1 à Poto-Poto, Préfectorale mixte 2 à Bekare 1, Kadeï, Mambéré filles à Monkambho; et 4 écoles privées: Privée ACD à Moussa, Privée Beoko à Tangha, Tahiri à Mbeka et Notre Dame de la Sangha à Mbeka. En zone rurale la commune compte 10 écoles publiques: à Mombounza, Komassa, Mbanza, Ngoulo, Panzi, Katakpo, Wodo, Barondo, Koumba et Yamando.
L'enseignement secondaire est assuré par le lycée moderne de Nola.

## Société

### Cultes
La ville est le siège des paroisses catholiques Saint François d’Assise de Nola fondée en 1939 et Notre Dame de la Sangha, elles font partie du diocèse de Berbérati.

### Médias
- Radio Kuli Ndounga, radio communautaire émettant sur la fréquence 98 FM[11].

## Économie
Les principales activités économiques de la commune sont l’exploitation artisanale de diamant et d’or, le commerce, l’agriculture, le petit élevage ainsi que la pisciculture. Des bureaux d'achats et des collecteurs de diamants sont établis dans la ville de Nola.